# Praga L
De Praga L was een Tsjecho-Slowaakse pantserwagen uit het interbellum en gebouwd op het chassis van een Praga L-7 vrachtwagen. De pantserwagen werd ontwikkeld door Praga en Škoda.

## Ontwikkelingsgeschiedenis
In 1918 werd de staat Tsjecho-Slowakije gevormd. Omdat het nieuw gevormde leger behoefte had aan pantservoertuigen ontwikkelde Praga vanaf 1921 in samenwerking met Škoda een pantservoertuig op basis van het Praga L-7 vrachtwagenchassis. In 1922 werd het prototype gebouwd en getest. De tests vielen echter negatief uit, de wagen had geen vierwielaandrijving en de snelheid was gering. Dit was onder andere te wijten aan de massieve rubberbanden. Daarnaast kreeg het Tsjechoslowaakse leger de beschikking over betere voertuigen. Het enige prototype werd wel gekocht door het leger voor een bedrag van 539.000 CZK. Het kreeg twee militaire registratienummers; NVII-969 en NVII-762. Een alternatieve registratienummer was '15'. In het leger deed het voertuig dienst tot 1925. Hierna werd de behuizing ontmanteld en het chassis omgebouwd voor de mogelijkheid van personenvervoer tot twaalf man. In 1932 is het voertuig gesloopt.

## Ontwerp
De behuizing werd opgebouwd uit pantserplaten met een dikte van 5 mm. De Praga benzinemotor had een inhoud van 3824cc, was watergekoeld, had een kracht van 35 pk en lag voorin het voertuig. De bemanning bestond uit drie personen. De bewapening bestond uit een 37 mm d/27 kanon met honderd schoten en een 7,92 mm Schwarzlose M.08 machinegeweer met 5000 schoten. Daarnaast had het voertuig achterwielaandrijving.